# Kamishibai

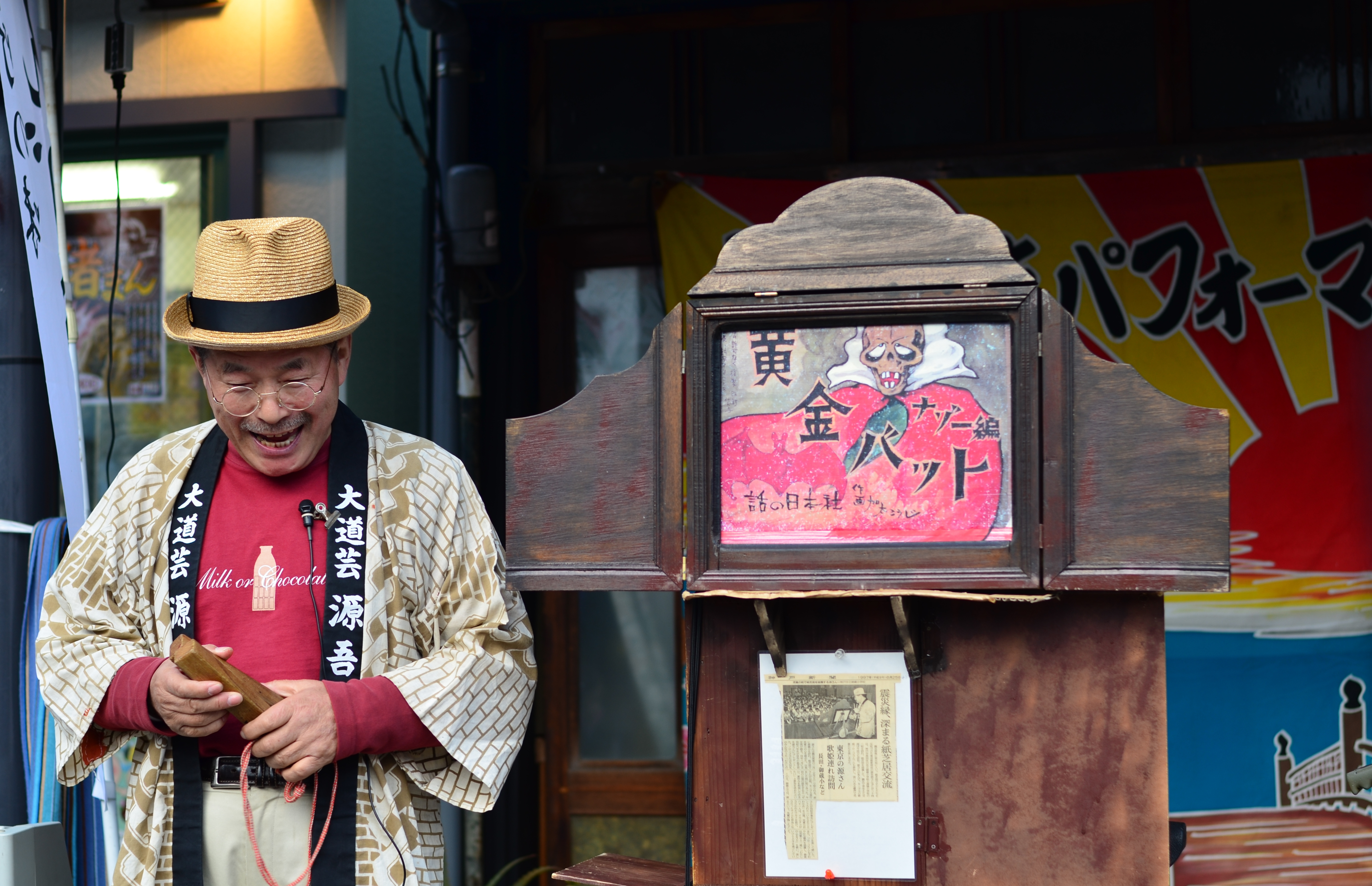
En kamishibaiaktör i Tokyo.

Kamishibai (紙芝居), ordagrant "pappersdramatik", är en japansk berättarform, där aktören visar stora bilder i ett speciellt ”teaterskåp” av trä, samtidigt som historien berättas.

## Historisk framväxt
Att berätta till bilder har en lång tradition i Japan och sågs vid buddhisttempel redan under Heian-perioden (781–1185). Kringvandrande buddhistmunkar och -nunnor visade stora bilder och bildrullar, emaki (絵巻物), samtidigt som de framförde moraliska budskap för att sprida sin lära till en mestadels illitterat publik. Med tiden kom berättarformen att användas även för historier med andra motiv än religiösa. Metoden höll i sig under århundradena och under Edoperioden utvecklades olika former av gatuberättande i kombination med bilder, bland annat fanns det små transportabla scener. Dessa var föregångare till vad som nu avses med kamishibai och som utvecklades under 1920-talet.

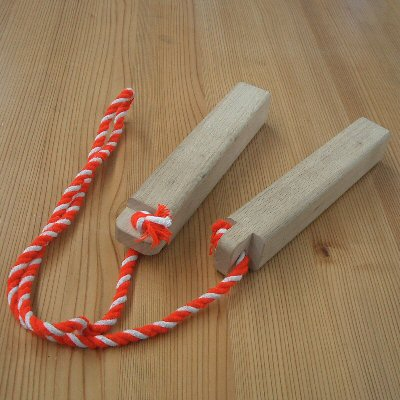
Hyoshigi - ett instrument använt av gaito kamishibaiya för att tillkännage sin ankomst.

## Modern tid
Under 1920- till 1950-talet upplevde kamishibai en renässans. Berättaren, gaito kamishibaiya, sålde godis och visade sina bilder i ”teatern” som kunde ställas på en cykel, när föreställningen pågick och sedan lätt förflyttas från plats till plats. Berättaren använde två små klappbräden av trä, kallade hyoshigi (拍子木), för att annonsera sin ankomst till en ny plats. De barn som köpte godis fick de bästa platserna framför scenen. När en publik väl var samlad, brukade gaito kamishibaiyan dra flera historier med hjälp av en följd illustrerade kartongblad, som förvarades instoppade i scenramen och drogs bort ett efter ett allteftersom berättelsen fortskred. Historierna var ofta serier och nya episoder förväntades vid varje besök till en viss by. Detta var en populär förströelse ända in på 1950-talet, både bland barn och vuxna.
Kamishibai var en billig form av underhållning under mellankrigstidens depression och följande svåra tider, vilken också erbjöd en anställningslös möjligheten av en liten förtjänst. I Tokyo fanns mot slutet av 1940-talet och början 1950-talet över tjugo företag som producerade kamishibai-bilder. Så arbetade exempelvis Sanpei Shirato och Shigeru Mizuki i ett sådant företag; båda blev senare kända tecknare av komikusu. Mizukis mest bekanta verk, Ge Ge Ge no Kitarō, baseras på ett kamishibai-stycke, som var populärt på 1930-talet.
Från slutet av stillahavskriget till 1953, då TV sändes ut för första gången, fanns det ungefär 10 000 gaito kamishibaiya och dagligen fem miljoner åskådare i Japan. Utkonkurrerad av televisionen i slutet på 1950-talat försvann kamishibai under en period, men den har nyligen upplevt en andra renässans på bibliotek, i skolor och förskolor. Bilderna som finns att visa illustrerar japanska folksagor, nya och äldre bilderboksberättelser och helt nya berättelser för detta medium.
Metodens enkelhet och möjligheter har uppmärksammats i USA som ett led i nyare undervisningsfilosofi.

## På webben
Kamishibai finns även som elektroniskt format för användning med en dator. Stephen P. Lepisto och Jennifer Diane Reitz på Accursed Toys har skapat en datorbaserad version av konstformen. Programmet kan fritt laddas ner av den som önskar göra sin egen berättelse. Att ladda ner och läsa andras verk betingar dock en viss avgift. Programmet erbjuder animation, midi-musik och ljudeffekter utöver traditionell kamishibai och formatet inbjuder till anime- eller manga-stil utförande.

## Inom organisationer
Toyota-modellen med sina 5S tog fasta på den traditionella pedagogiken och införde kamishibai-tavlor för att arbetsledare och chefer snabbt skulle kunna få överblick över den aktuella situationen på golvet. Vilka uppgifter ska utföras när, i vilken ordning och av vem? När sedan Toyota-modellen generaliserades till LEAN fick den spridning även utanför industrin som ett organisatoriskt arbetssätt.